# Anàxiles
|  | Aquest article tracta sobre Anàxiles, el poeta còmic atenenc. Si cerqueu el tirà Anàxiles, vegeu «Anaxilau de Règion». |

Anàxiles (en grec antic: Ἀναξίλας, en llatí: Anaxilas) fou un poeta còmic atenenc contemporani de Plató i de Demòstenes. A Plató el va atacar en una de les seves obres de teatre, segons diu Diògenes Laerci. Es tenen alguns fragments i els títols de 19 de les seves comèdies, de les quals 8 són de temes mitològics.